# Некрасово (Калінінський район)
Некрасово (рос. Некрасово) — присілок в Калінінському районі Тверської області Російської Федерації.
Населення становить 404 особи. Входить до складу муніципального утворення Красногорське сільське поселення.

## Історія
Від 2005 року входить до складу муніципального утворення Красногорське сільське поселення.

## Населення
| 2010 |
| ---- |
| 404  |